# Jofre Llombart i Anton
Jofre Llombart i Anton   (Sant Cugat del Vallès, 13 de desembre de 1975) és un periodista santcugatenc, secretari de Difusió de la Generalitat de Catalunya entre 2021 i 2022, i subdirector de RAC 1 entre 2019 i 2021.
Llicenciat en Periodisme per la Universitat Autònoma de Barcelona i amb estudis de postgrau en Comunicació Política de l'Institut de Ciències Polítiques i Socials (ICPS) de la UAB. Va començar la seva trajectòria professional a Ràdio Sant Cugat, el 1994. Després va fitxar per Catalunya Ràdio on va ser redactor en cap d'Informatius, corresponsal a Madrid, coordinador d'El Matí de Catalunya Ràdio i, sobretot durant molts anys, redactor especialitzat en política catalana. El setembre de 2011 es va incorporar a RAC1 com a subdirector d'El món a RAC1, sent la mà dreta de Jordi Basté durant més de vuit temporades. El maig de 2019 fou nomenat subdirector de RAC 1, emissora dirigida per Jaume Peral.
Durant anys va escriure una columna a El Punt Avui. També treballa com a professor associat a la Universitat Autònoma de Barcelona, com a professor convidat a l'ESIC i col·laborador en el programa de TV3 Tot es mou, entre d'altres.
Entre 2021 i 2022 fou secretari de Difusió de la Generalitat, que depèn del Departament d’Economia i Hisenda.

## Publicacions
- Desmuntant la caverna (Angle editorial, 2013)[6]
- Doncs jo, ara, votaré Sí (Angle editorial, 2014)[3]